# Eduardo Kucharski
Eduardo Kucharski, né le 22 mai 1925, à L'Hospitalet de Llobregat, en Espagne et décédé le 2 octobre 2014, à Barcelone, en Espagne, est un ancien joueur et entraîneur espagnol de basket-ball. Il évolue au poste d'ailier. Sa sœur est la pianiste Rosa María Kucharski.

## Palmarès
Joueur
- Copa del Generalísimo 1942, 1944, 1947, 1948, 1950
- Vainqueur des Jeux méditerranéens de 1955
- Finaliste des Jeux méditerranéens de 1959

Entraîneur
- Champion d'Espagne 1967
- Coupe du Roi 1969, 1978